# Botia kubotai
Espèce
Statut de conservation UICN

 DD  : Données insuffisantes
Botia kubotai est une espèce de poissons Cypriniformes qui se rencontre en Birmanie et en Thaïlande (bassin du Ataran = Kasat)

## Galerie

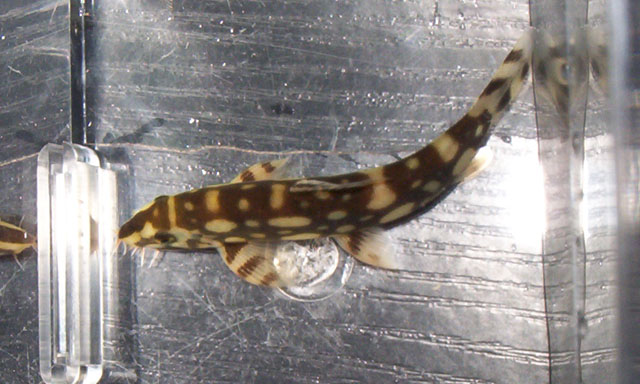
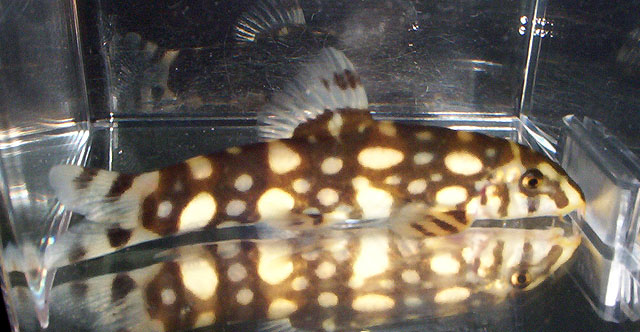
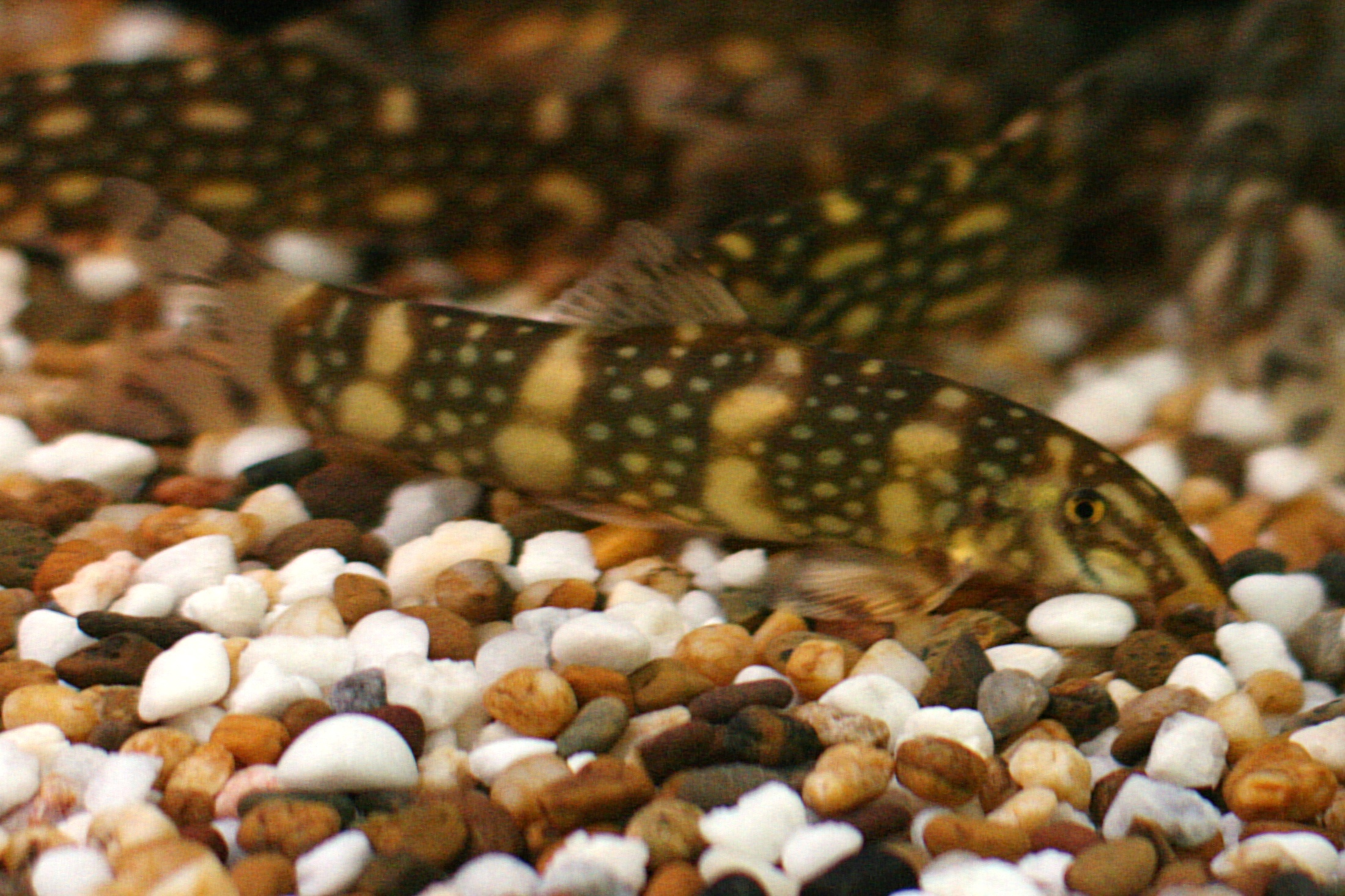
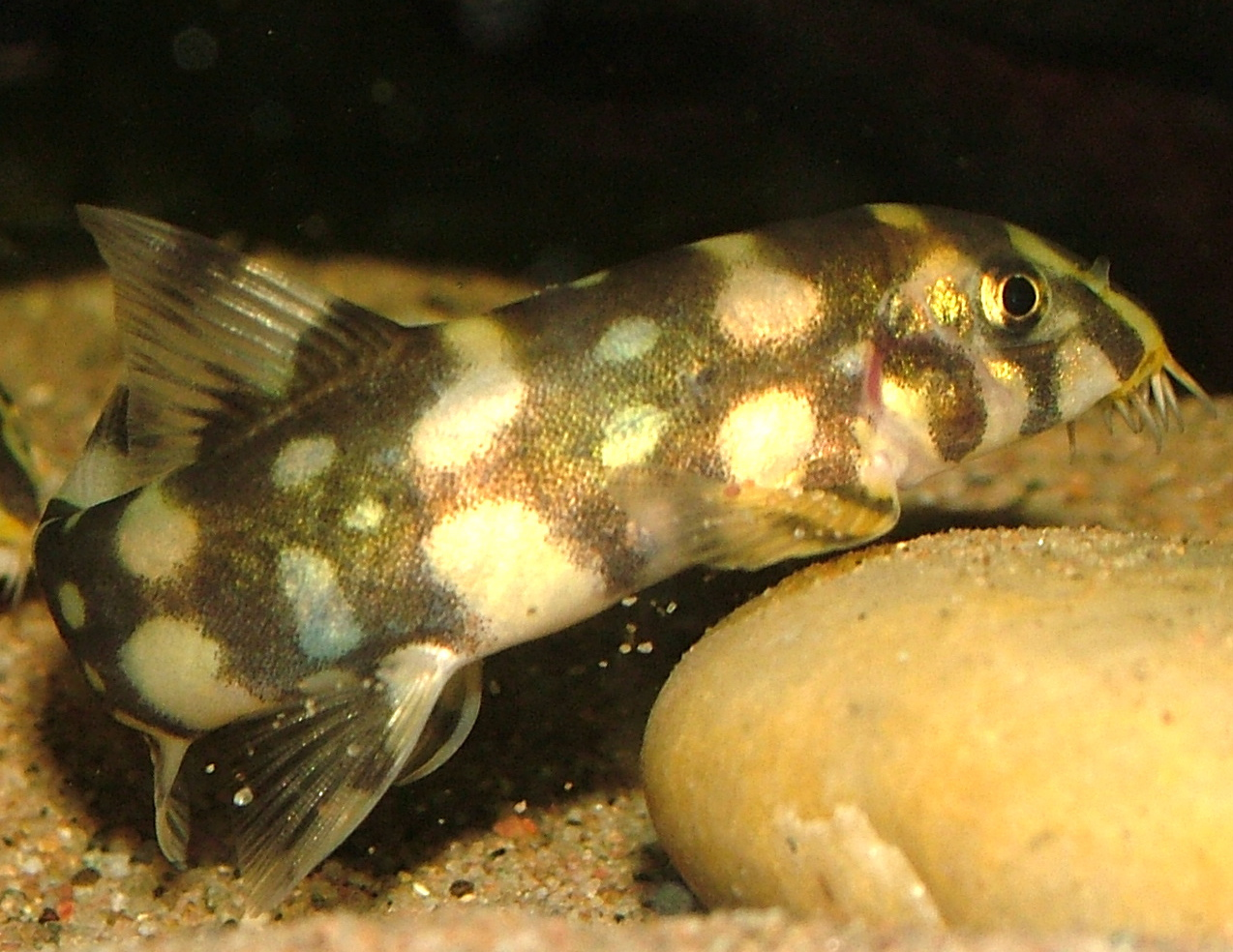